# Why Must I Be a Crustacean in Love?
«Why Must I Be a Crustacean in Love?» (укр. «Чому я мушу бути закоханим ракоподібним?») — п’ята серія другого сезону анімаційного серіалу «Футурама», що вийшла в ефір у Північній Америці 6 лютого 2000 року.

Автор сценарію: Ерік Каплан.

Режисер: Браян Шизлі.

## Сюжет
Емі і Ліла вирушають до спортивної зали, вмовивши також піти Фрая і Бендера, які цілі дні проводять на дивані перед телевізором. Доктор Зойдберґ приєднується до компанії. У залі Зойдберґ раптово впадає в незрозумілу і немотивовану лють, ламає обладнання і лякає відвідувачів. Коли друзі вертаються до «Міжпланетного експреса», професор Фарнсворт обстежує Зойдберґа і виявляє, що для його виду саме настав сезон парування.
Команда прибуває на рідну планету Зойдберґа Декапод 10 (англ. decapod — «десятиногий»). Після невеличкого туру по планеті, Зойдберґ вирушає на пляж, щоби привабити потенційну партнерку ритуальним танцем. Після цілого невдалого дня, Зойдберґ зустрічає Едну, свою колишню однокласницю. Але й вона не приймає його залицянь. Зойдберґ почувається пригніченим.
Фрай вирішує допомогти Зойдберґу, навчивши його людських прийомів залицяння. Озброєний новими знаннями, Зойдберґ успішно домагається від Едни побачення. У ресторані Ліла повідомляє Едні, що за галантністю Зойдберґа насправді стоїть Фрай.
Під приводом розмови про Зойдберґа, Една заманює Фрая до своєї оселі й намагається звабити його. Раптово з’являється Зойдберґ і, побачивши цю сцену, викликає Фрая на «Велику Клешню» — ритуальний двобій на смерть.
На арені Фрай спочатку перемагає, але зупиняється, відчуваючи, що не зможе вбити свого друга. Втім, Зойдберґ не поділяє його почуттів і підступно відтинає йому руку клешнею. Двобій триває, аж поки не з’ясовується, що всі глядачі-декаподіанці зникли в морі, оскільки час парування настав. Една також приєднується, обравши партнером правителя планети. Зойдберґ лишається без пари. Згодом на поверхню води спливають трупи декаподіанців. Зойдберґ пояснює, що представники його виду гинуть одразу ж після парування і вибачається перед Фраєм за свою поведінку. Згодом він пришиває Фраєві відрізану руку, але з іншого боку. Намагаючись виправити помилку, він відрізає Фраю ноги і ще якусь частину тіла (остання сцена відбувається за кадром).

## Визнання
Режисер серії Браян Шизлі був нагороджений премією «Енні» за «видатні особисті досягнення в галузі режисури анімаційного фільму для телебачення» .

## Пародії, алюзії, цікаві факти
- Назва серії пародіює рядок із пісні гурту «Dion and the Belmonts» «Чому я мушу бути закоханим підлітком?».
- Допомога Фрая у залицянні Зойдберґа до Едни є алюзією на сюжет п’єси Едмона Ростана «Сірано де Бержерак».
- Багато елементів серії (такі як сезон парування декаподіанців, ритуальний смертельний двобій, зброя, музика) пародіюють або запозичені з серіалу «Зоряний Шлях» (серія «Amok Time»).
- Під час двобою Зойдберґ вирізає на футболці Фрая «Dr Z» — алюзія на Зорро.